# Cuts, Oise
Cuts är en kommun i departementet Oise i regionen Hauts-de-France i norra Frankrike. Kommunen ligger i kantonen Noyon som tillhör arrondissementet Compiègne. År 2022 hade Cuts 955 invånare.

## Befolkningsutveckling
Antalet invånare i kommunen Cuts
| Referens: INSEE |